# Johnny Vang-Lauridsen
Johnny Alfi Vang-Lauridsen (født 5. august 1934 i Nykøbing Falster, død 29. august 2020) var en dansk erhvervsleder, der grundet sit engagement i flere margarinefabrikker også er kendt som "Margarinedronningen".
Vang-Lauridsen er handelsuddannet fra Niels Brock og begyndte karrieren på Nordisk Annoncebureau. Sideløbende med reklamebranchen opkøbte hun antikviteter, som hun fik istandsat og solgt med stor fortjeneste. I løbet af få år havde hun en formue på 100.000 kr., som gav hende mulighed for at få eget reklamebureau i 1960 med Johnny Poulsen Reklame Marketing. Poulsen gik på hendes første ægteskab. I 1962 blev hun gift anden gang med Johannes Vang-Lauridsen, der var tredje generation på gården Grønvang ved Vejen, søn af Johannes Lauridsen og direktør for margarinefabrikken Alfa. I 1967 indtrådte Johnny Vang-Lauridsen i selskabets bestyrelse, og i 1972 blev hun dens formand. Hun tegnede firmaet udadtil, og da hendes mand blev syg i 1982, overlod han direktørposten til hende.
Hun blev dermed en central aktør i den verserende margarinekrig mellem de dominerende i branchen: Otto Mønsted, Alfa og Unilever, og fik derfor tilnavnet "Margarinedronningen". I 1984 indgik hun et samarbejde med Unilever, men da Unilever foreslog at lukke produktionen i Vejen i 1986, protesterede Johnny Vang-Lauridsen. Hun måtte opgive kampen, da tillidsmændene på Unilevers fabrik i Sønderborg og Alfas fabrik i Vejen i 1990 stod sammen om at standse krigen. Unilver overtog fabrikken i 1991 og lukkede den kort efter. En konkurrenceklausul forpligtede Johnny Vang-Lauridsen til ikke at påbegynde margarinefabrikation inden for tre år, men så snart de var gået, etablerede hun i 1994 margarinefabrikken Grønvang i Vejen. Selskabet led store tab det første år og måtte allerede i 1995 gå i betalingsstandsning og senere konkurs. Fabrikken lukkede, og Johnny Vang-Lauridsens ejendom i Nordsjælland blev inddraget i boet efter fabrikken, så et salg var nødvendigt.
I 1996 blev Grønvang Margarinefabrik overtaget af Royal Brinkers og eksisterer fortsat. Siden har Johnny Vang-Lauridsen dyrket sin passion for hestesport.
Johnny Vang-Lauridsen døde 86 år gammel den 29. august 2020 efter 10 dage på et hospice, 10 måneder efter at hun fik konstateret bugspytkirtelkræft, hvor hun egentlig kun havde fået stillet i udsigt at overleve i få måneder.